# Shigemi Ishii
Pour les articles homonymes, voir Shigemi.
Shigemi Ishii (石井 茂巳, Ishii Shigemi, né le 7 juillet 1951) est un footballeur japonais.